# قلب‌های واحد
قلب‌های واحد( ترکی استانبولی: Birleşen Gönüller ) فیلم درام ساخته کشور ترکیه در سال ۲۰۱۴ است. 

## عوامل
- سارکان شنالپ - نیاز جوان
- هاندا سورال - جنت جوان
- یاگمور کاسیف اوغلو - دیلک
- اتوگان گوموش - یونس اوگترمن
- سما سیرکباسی -
- فیکرت هاکان - نیاز